# Čekoniškės

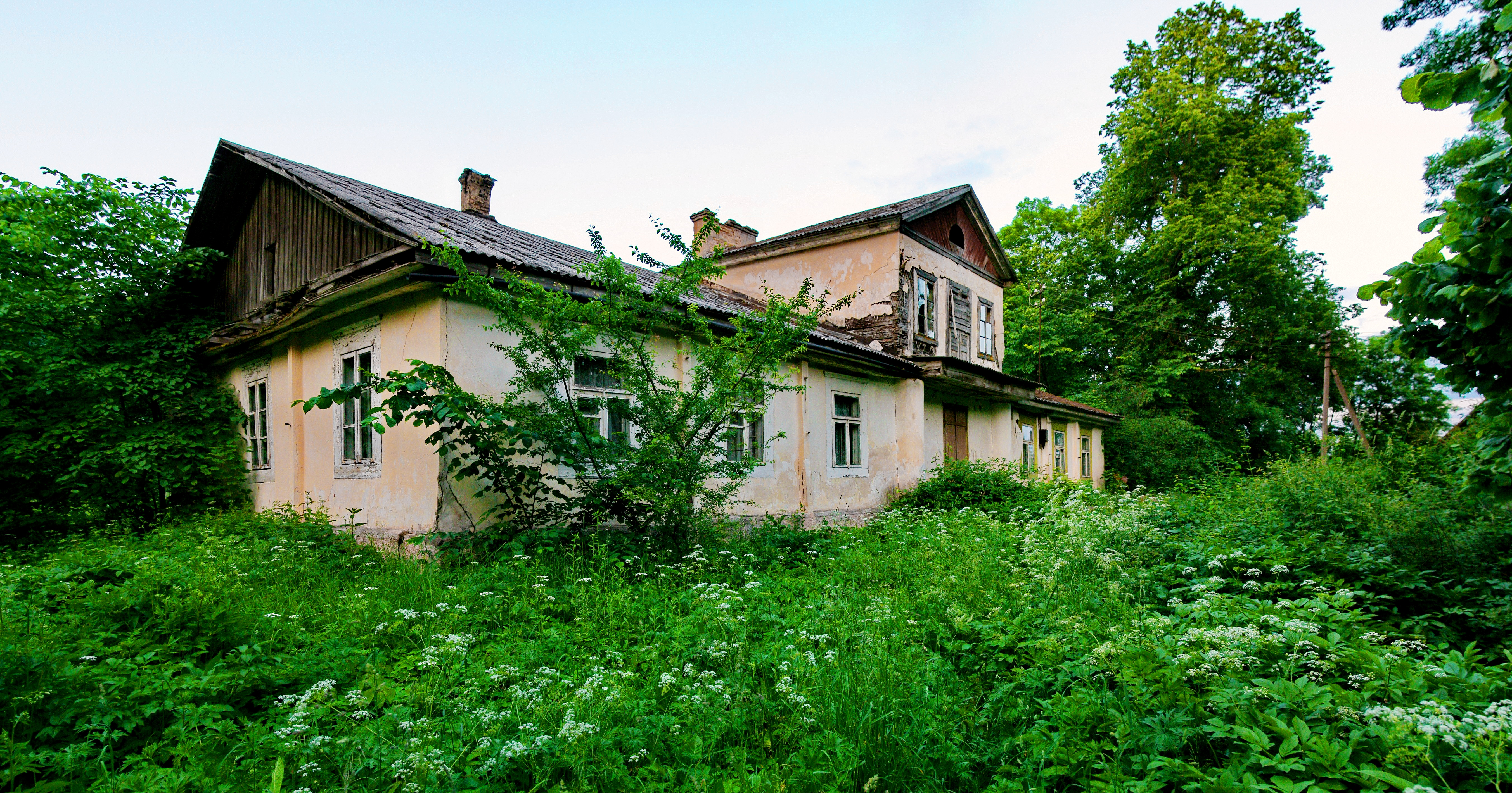
Hof Čekoniškės

Čekoniškės (von Čekonė (Flussname) + Suffix iškės) ist ein litauisches Dorf im Westen des Rayons Vilnius, 5 km von Sudervė und 3 km von Šilėnai. In Čekoniškės gibt es eine polnische Mittelschule und eine Abteilung der litauischen Hauptschule Čekoniškės. Der Ort hat 215 Einwohner (2001).